# Paralastor laetus
Paralastor laetus är en stekelart som beskrevs av Perkins 1914. Paralastor laetus ingår i släktet Paralastor och familjen Eumenidae. Inga underarter finns listade i Catalogue of Life.